# Alderano Cibo
Alderano Cibo (även stavat Cybo), född 16 juli 1613 i Genua, Italien, död 22 juli 1700 i Rom, var en italiensk kardinal. Han var son till Carlo II Cibo, hertig av Massa och furste av Carrara, och dennes hustru Teresa Pamphili.

## Biografi
Cibo reste vid unga år till Rom, där han verkade som präst i kretsen kring påve Urban VIII. 1644 utnämnde Innocentius X honom till majordomus, chef för det påvliga hushållet. Året därpå utsågs han till kardinalpräst med Santa Pudenziana som titelkyrka. Under de följande åren tjänade Cibo som påvlig legat i bland annat Urbino och Ferrara.
Cibo gjorde en tämligen snabb karriär inom den romerska kurian; mellan 1676 och 1689 verkade han som kardinalstatssekreterare. Han blev även legat i den sydfranska staden Avignon och kardinalbiskop av det suburbikariska stiftet Ostia och Velletri.
Kardinal Cibo har fått sitt sista vilorum i kyrkan Santa Maria del Popolo i Rom. Hans gravmonument är utfört av Francesco Cavallini.

## Bilder
| - Kardinal Alderano Cibos gravmonument av Francesco Cavallini i Santa Maria del Popolo i Rom. |